# Osterhofpark
Der Osterhofpark ist eine Grünfläche im Stadtteil Gartenstadt der schleswig-holsteinischen Stadt Neumünster. Der Osterhof wurde von einer von Paul Osterhof gegründeten Stiftung angelegt. Die Parkanlage liegt zwischen Carlstraße, Ohmstraße, Röntgenstraße und Ulmenweg und ist ca. 4,3 Hektar groß. 2019 wurde der im Park gelegene Spielplatz für 225.000 Euro generalüberholt. 